# Diócesis de Franceville
La diócesis de Franceville (en latín: Dioecesis Francopolitana in Gabone y en francés: Diocèse de Franceville) es una circunscripción eclesiástica de la Iglesia católica en Gabón. Se trata de una diócesis latina, sufragánea de la arquidiócesis de Libreville. Desde el 25 de julio de 2022 su obispo es Ephrem Ndjoni.

## Territorio y organización
La diócesis tiene 61 927 km² y extiende su jurisdicción sobre los fieles católicos de rito latino residentes en las provincias de Haut-Ogooué y Ogooué-Lolo.
La sede de la diócesis se encuentra en la ciudad de Franceville, en donde se halla la Catedral de San Hilario.
En 2021 en la diócesis existían 17 parroquias.

## Historia
La diócesis fue erigida el 5 de octubre de 1974 con la bula Animarum utilitati del papa Pablo VI, obteniendo el territorio de la diócesis de Mouila.

## Estadísticas
Según el Anuario Pontificio 2022 la diócesis tenía a fines de 2021 un total de 106 430 fieles bautizados.
| Año                                                                             | Población            | Población | Población      | Sacerdotes | Sacerdotes    | Sacerdotes    | Bautizados por sacerdote | Diáconos permanentes | Religiosos | Religiosos | Parroquias |
| Año                                                                             | Bautizados católicos | Total     | % de católicos | Total      | Clero secular | Clero regular | Bautizados por sacerdote | Diáconos permanentes | Varones    | Mujeres    | Parroquias |
| ------------------------------------------------------------------------------- | -------------------- | --------- | -------------- | ---------- | ------------- | ------------- | ------------------------ | -------------------- | ---------- | ---------- | ---------- |
| 1980                                                                            | 59 145               | 100 995   | 58.6           | 22         | 2             | 20            | 2688                     |                      | 24         | 14         | 9          |
| 1990                                                                            | 66 003               | 206 000   | 32.0           | 13         | 2             | 11            | 5077                     |                      | 12         | 22         | 11         |
| 1999                                                                            | 82 104               | 287 000   | 28.6           | 16         | 3             | 13            | 5131                     |                      | 13         | 22         | 11         |
| 2000                                                                            | 91 411               | 261 050   | 35.0           | 24         | 8             | 16            | 3808                     |                      | 16         | 23         | 23         |
| 2001                                                                            | 99 401               | 261 050   | 38.1           | 18         | 7             | 11            | 5522                     |                      | 11         | 21         | 11         |
| 2002                                                                            | 199 401              | 356 780   | 55.9           | 20         | 9             | 11            | 9970                     |                      | 11         | 21         | 11         |
| 2003                                                                            | 82 105               | 287 000   | 28.6           | 24         | 11            | 13            | 3421                     |                      | 13         | 24         | 11         |
| 2004                                                                            | 82 150               | 287 045   | 28.6           | 23         | 9             | 14            | 3571                     |                      | 16         | 24         | 12         |
| 2006                                                                            | 83 162               | 287 045   | 29.0           | 22         | 8             | 14            | 3780                     |                      | 17         | 26         | 12         |
| 2007                                                                            | 83 152               | 294 000   | 28.3           | 24         | 8             | 16            | 3464                     | 2                    | 18         | 27         | 12         |
| 2013                                                                            | 93 100               | 323 000   | 28.8           | 27         | 11            | 16            | 3448                     |                      | 28         | 23         | 15         |
| 2016                                                                            | 97 161               | 337 111   | 28.8           | 29         | 12            | 17            | 3350                     |                      | 23         | 30         | 17         |
| 2019                                                                            | 104 000              | 359 100   | 29.0           | 36         | 22            | 14            | 2888                     |                      | 16         | 23         | 17         |
| 2021                                                                            | 106 430              | 367 480   | 29.0           | 30         | 14            | 16            | 3547                     |                      | 16         | 28         | 17         |
| Fuente: Catholic-Hierarchy, que a su vez toma los datos del Anuario Pontificio. |                      |           |                |            |               |               |                          |                      |            |            |            |

## Episcopologio
| Número | Nombre                   | Inicio                       | Término                                               |
| ------ | ------------------------ | ---------------------------- | ----------------------------------------------------- |
| I      | Félicien-Patrice Makouka | 5 de octubre de 1974         | 8 de noviembre de 1996 retirado                       |
| II     | Timotheé Modibo-Nzockena | 8 de noviembre de 1996       | 24 de marzo de 2016 falleció                          |
| III    | Jean-Patrick Iba-Ba      | 4 de noviembre de 2017       | 12 de marzo de 2020 nombrado arzobispo de Libreville) |
| IV     | Ephrem Ndjoni            | Desde el 25 de julio de 2022 |                                                       |